# Caterina Di Fonzo
Caterina Di Fonzo (* 4. April 1998 in Como) ist eine italienische Ruderin.

## Karriere
Caterina Di Fonzo begann 2009 mit dem Rudersport und belegte 2015 bei den Junioren-Europameisterschaften mit Arianna Noseda im Zweier ohne Steuerfrau den vierten Platz. Bei der Junioren-Weltmeisterschaft fuhren die beiden als zweite im B-Finale über die Ziellinie, womit sie den achten Platz erreichten. Ein Jahr später gewann sie mit Aisha Rocek den Titel im Zweier ohne bei den Junioren-Europameisterschaften 2016. Anschließend gelang es den beiden auch bei der Junioren-Weltmeisterschaft, vor den Booten aus Dänemark und den Vereinigten Staaten, den Titel zu gewinnen.
2017 belegte sie mit Veronica Calabrese, Ilaria Broggini und Aisha Rocek den vierten Platz bei den Europameisterschaften im Vierer ohne Steuerfrau. Bei den U23-Weltmeisterschaften ging sie mit Serena Lo Bue im Zweier ohne Steuerfrau an den Start. Sie schafften es nicht sich für das A-Finale zu qualifizieren. Im B-Finale belegten sie dann den vierten Platz und schlossen damit den Wettbewerb auf dem 10. Platz ab.
Im Jahr darauf stieg sie wieder in den Vierer ohne Steuerfrau und nahm in dieser Bootsklasse an den U23-Weltmeisterschaften 2018 teil. Zusammen mit Alessia Ruggiu, Beatrice Millo und Sarah Caverni reichte es zum dritten Platz im B-Finale, was in der Endabrechnung Platz neun bedeutete.

## Internationale Erfolge
- 2015: 4. Platz Junioren-Europameisterschaften im Zweier ohne Steuerfrau
- 2015: 8. Platz Junioren-Weltmeisterschaften im Zweier ohne
- 2016: Goldmedaille Junioren-Europameisterschaften im Zweier ohne
- 2016: Goldmedaille Junioren-Weltmeisterschaften im Zweier ohne
- 2017: 4. Platz Europameisterschaften im Vierer ohne Steuerfrau
- 2017: 10. Platz U23-Weltmeisterschaften im Zweier ohne
- 2018: 9. Platz U23-Weltmeisterschaften im Vierer ohne